# جدو عبده راح مكتبته (فوازير)
جدو عبده راح مكتبته برنامج فوازير موجه للاطفال يقدمه الفنان عبد المنعم مدبولي.

## كلمات الفوازير[2]
كلمات مقدمتها الغنائية:
(جدو عبده عامل إيه؟ راح مكتبته رايح ليه؟ هقرا وتقروا معايا كتير، وكمان هنفزر فوازير، هتسلينا وتخلينا نتعلم منها التفكير، فوازير فوازير».)

## طاقم العمل[3]

### الممثلين
- عبد المنعم مدبولي (جدو عبده)
- عزة بلبع
- محمد فريد
- محمد الصاوي
- رشا محمود
- محمد شعبان
- فادي خفاجة
- ناريمان يوسف صادق
- شرين يوسف صادق
- إبتسام صبحي
- هبة سعيد
- أحمد حماد
- إسلام البحيري
- محمد نجاتي
- أحمد حمدي
- وائل سامي
- منال عبداللطيف
- شيماء حمدي
- عبدالرحمن حامد
- نهاد رامي
- أحمد حجازي
- محمد أحمد المصري
- متولي علوان
- عادل الشناوي
- محمد عبدالحليم
- فايق عزب
- محمد عبدالحميد بليه
- مجدي سعيد
- أحمد حسين
- أبوالفتوح عمارة
- محمد أبو العينين
- أنور حسونة
- زكي عبدالمجيد
- عزة الحسيني
- محمد الشويحي
- محمد عابدين
- مصطفى هاشم
- مدحت غالي
- عادل زكريا
- فاطمة شوشة
- سمير رامي

### موسيقى
- جمال سلامة (الموسيقى والألحان)
- إبراهيم حزين (إعداد موسيقي)
- عبد المنعم مدبولي (غناء)

### إخراج
- محمد رجالي

### تأليف
- مصطفى الشندويلي